# Pycnothea flynni
Pycnothea flynni är en havsspindelart som beskrevs av Williams, G. 1940. Pycnothea flynni ingår i släktet Pycnothea och familjen Callipallenidae. Inga underarter finns listade i Catalogue of Life.